# Jakub Bejnarowicz
Jakub Bejnarowicz (* 1980 in Ostrów, Polen) ist ein  deutsch-polnischer Kameramann.

## Leben
Jakub Bejnarowiczs Familie siedelte 1983 von Polen nach Deutschland über. 2001 kehrte er nach Polen zurück, um an der Filmakademie in Łódź zu studieren. Ab 2003 studierte er anschließend Film an der Hochschule für Film und Fernsehen „Konrad Wolf“. 
Der Kurzfilm Wüste/Außen/Tag (Regie: Mia Grau) brachte ihm eine Nominierung für den Deutschen Kamerapreis 2010 ein. Sein Diplomfilm Entzauberungen (Regie: Andreas Pieper) wurde 2010 beim First Steps Award für den Sonderpreis Kamera nominiert. Es folgten Der Fluss war einst ein Mensch (Regie: Jan Zabeil), der mit sehr kleinem Team und Alexander Fehling in der Hauptrolle im Okavangodelta gedreht wurde. Der Film feierte große Erfolge auf dem Filmfestival in San Sebastian. Mit Matthias Glasner drehte Jakub Bejnarowicz Gnade und den Tatort Die Ballade von Cenk und Valerie. Für die Bildgestaltung in Gnade erhielt er den Bayerischen Filmpreis 2012, den Preis der deutschen Filmkritik 2012 und wurde für den Deutschen Filmpreis 2013 in der Kategorie Beste Kamera/Bildgestaltung nominiert. 2016 erhielt die Auszeichnung der Deutschen Akademie für Fernsehen in der Kategorie Bildgestaltung für Auf kurze Distanz.

## Filmografie (Auswahl)
- 2005: Ideal und Leben
- 2005: Szczęściarze
- 2006: Kopacze
- 2008: Jesus liebt Dich
- 2009: Must Love Death
- 2009: Patient als Beute
- 2009: Wüste/Außen/Tag
- 2009: Nigdzie w Europie
- 2010: Nullpunkt
- 2011: Brown Babies: Deutschlands verlorene kinder
- 2011: Der Fluss war einst ein Mensch
- 2012: Gnade
- 2012–2016: Tatort (Fernsehreihe)
  - 2012:  Die Ballade von Cenk und Valerie
  - 2014:  Türkischer Honig
  - 2014:  Kopfgeld
  - 2016:  Der große Schmerz
  - 2016:  Fegefeuer
- 2012: Schneeweißchen und Rosenrot
- 2013: Feuchtgebiete
- 2016: Auf kurze Distanz
- 2017: Der Mann aus dem Eis
- 2017: Landgericht – Geschichte einer Familie
- 2018: Abgeschnitten
- 2018: Parfum (Fernsehserie)
- 2019: Der Fall Collini
- 2021:  Wir Kinder vom Bahnhof Zoo (Fernsehserie, 8 Folgen)
- 2022: Alma und Oskar
- 2022: Das Privileg – Die Auserwählten
- 2024: Sterben